# Nina Frołowa
Nina Nikołajewna Frołowa (ros. Нина Николаевна Фролова; ur. 11 października 1948 w Nowosybirsku) – rosyjska wioślarka reprezentująca ZSRR (sterniczka), srebrna medalistka olimpijska i wielokrotna medalistka mistrzostw świata.

## Kariera
Wystąpiła na igrzyskach olimpijskich w Moskwie w 1980, gdzie osada ZSRR w składzie: Olha Pywowarowa, Nina Umaneć, Nadija Pryszczepa, Walentina Żulina, Tetiana Stecenko, Ołena Terioszyna, Nina Preobrażenśka, Marija Paziun i Nina Frołowa zdobyła srebrny medal w ósemkach. W wyścigu finałowym uplasowały się o 0,97 sekundy za osadą NRD i o 1,34 sekundy przed osadą Rumunii. Był to jej jedyny start olimpijski.
W tej samej konkurencji wywalczyła również złoto na mistrzostwach świata w Cambridge (1978), mistrzostwach świata w Bledzie (1979), mistrzostwach świata w Monachium (1981) i mistrzostwach świata w Lucernie (1982) oraz srebro mistrzostwach świata w Lucernie (1974). Zdobył też srebrny medal w czwórkach ze sternikiem na mistrzostwach świata w Amsterdamie (1977). 
Ponadto zdobyła złoto w czwórkach ze sternikiem na mistrzostwach Europy w Tata (1970) oraz w ósemkach na mistrzostwach Europy w Kopenhadze (1971) i mistrzostwach Europy w Moskwie (1973).
Czternaście razy zdobywała tytuł mistrzyni kraju. Otrzymała tytuł Zasłużonego Mistrza Sportu ZSRR. Po zakończeniu kariery pracowała jako trenerka wioślarstwa. 